# آیریس چانگ
آیریس چانگ (انگلیسی: Iris Chang؛ ۲۸ مارس ۱۹۶۸ – ۹ نوامبر ۲۰۰۴) یک تاریخ‌نگار و روزنامه‌نگار اهل ایالات متحده آمریکا بود.
وی در ماه اوت سال ۲۰۰۴ به فروپاشی روانی مبتلا شد. وی سرانجام با اسلحه گرم دست به خودکشی زد.